# Апкалнс, Лонгинс
Ло́нгинс А́пкалнс (латыш. Longīns Apkalns; 17 декабря 1923, Рига — 1999) — латышский композитор и музыковед, работавший преимущественно в Германии.
Сын священника. Начал учиться музыке в Рижской консерватории. После Второй мировой войны эмигрировал в Германию, учился у Язепа Витола в Детмольде, затем у немецких специалистов. Позднее сам преподавал вокал в Детмольде и Хёфельхофе.
Опубликовал монографию «Латышская музыка» (нем. Lettische Musik; Висбаден, 1977). Подготовил к публикации сборник материалов Третьего всемирного Латышского праздника песни в Кёльне (1973). Автор шести симфоний, хоровой и камерной музыки; в творчестве Апкалнса выделяется цикл «Латышские погребальные песни» (латыш. Bēŗu dziesmas) для хора и оркестра.
В 1982 г. по архивным материалам немецких радиостанций реконструировал считавшуюся утраченной ораторию «Господь, Твоя земля в огне!» Люции Гаруты, с тех пор широко исполняемую в Латвии и включённую в национальный культурный канон.
Спорадически выступал также как певец (тенор). В частности, в 1965 г. принял участие в Гёттингенском Генделевском фестивале, исполнив партию Вестника в оратории Генделя «Самсон» (дирижёр Гюнтер Вайссенборн); концертная запись этого исполнения несколько раз переиздавалась.